# Grupos Basin
| Subdivisões do Pré-Cambriano | Subdivisões do Pré-Cambriano | Subdivisões do Pré-Cambriano | Subdivisões do Pré-Cambriano |
| Éon                          | Era                          | Sistema/Período              | Idade (Ma)                   |
| ---------------------------- | ---------------------------- | ---------------------------- | ---------------------------- |
| Arqueano                     | Eratosteniano                |                              | mais recente                 |
| Hadeano                      | Ímbrico                      | Ímbrico Superior             | 3850-3400                    |
| Hadeano                      | Ímbrico                      | Ímbrico Inferior             | 3880-3850                    |
| Hadeano                      | Nectárico                    |                              | 3920-3880                    |
| Hadeano                      | Grupos Basin                 |                              | 4150-3920                    |
| Hadeano                      | Críptico                     |                              | 4570-4150                    |

Na escala de tempo geológica, a Era dos Grupos Basin é a era do Hadeano, entre 3,92 e 4,15 bilhões de anos atrás.Durante esse período, a Terra continuou com vulcanismo intenso, e muitos impactos de meteoros, tanto na terra quanto na lua.

## Eventos importantes
- 4.150 Ma atrás: o primeiro dos trinta impactos pré-nectários observados na Lua ocorreu.
- 4.100 Ma atrás: início da intensa fase de bombardeio meteórico tardio que afeta os planetas internos, incluindo a Terra - o que dificulta a formação dos primeiros continentes.
- 4.000 Ma atrás: a atmosfera sofreu uma modificação importante em sua composição química (passando de muito redutora a pouco redutora), as primeiras rochas sedimentares conhecidas foram formadas, a primeira orogenia conhecida foi produzida (a Orogenia Napier) e os primeiros protobiontes surgiram.
- 3.920 Ma atrás: fim desta era e o começo da era conhecida como era Nectárica.[1]